# 松田忠徳
松田 忠徳（まつだ ただのり、1949年〈昭和24年〉3月24日 - ）は日本の温泉学者、モンゴル学者、旅行作家、ナチュラリスト。
札幌国際大学観光学部名誉教授（温泉学、観光学）。モンゴル国立医科大学教授(温泉医学）、北京徳稲教育機構（DeTao）教授(温泉学）、グローバル温泉医学研究所所長を兼任する。数々の温泉、モンゴル関連の本を執筆する。

## 来歴
北海道虻田郡洞爺湖町洞爺湖温泉出身。東京外国語大学大学院修了。モンゴル国立医科大学大学院博士課程修了。文学博士、医学博士。2014年3月まで、札幌国際大学観光学部で教授として教鞭をとっていた。

## 温泉評論家としての活動
入浴したことがある温泉の数は4700湯を超えるという。1998年1月から1999年9月にかけて、キャンピングカーで移動しながら全国2500湯を制覇しているという。その間に｢列島縦断2500湯｣という日本経済新聞の連載も1年半に亘って行なっている。この「列島縦断2500湯」は2000年3月に日本経済新聞社から書籍として刊行された。また、2000年から2002年まで「日本百名湯」を、2000年から2004年まで「新・日本百名湯」の連載をそれぞれ日本経済新聞の土曜日版にて行った。その後、2006年10月7日号から同紙にて「古湯を歩く」シリーズにて、初回の和歌山県湯の峰温泉に始まり、最終回愛媛県道後温泉で閉める全52回の連載を行った。2008年10月4日からは、同じく土曜版で「温泉列島再発見」シリーズを、初回野沢温泉を皮切りに連載開始した。
2005年から、週刊新潮で江戸温泉物語を連載中。
2007年6月より、旅チャンネルにて「温泉教授・松田忠徳の本物の温泉力～北海道の源泉ゼミナール～」という番組が本人出演で放送されている。全13回。
本番組では、北海道の温泉の紹介を中心に、自身の収集した資料の公開や温泉の入り方のレクチャーを行っている。
モンゴルでの叙勲歴
・モンゴル作家同盟賞（当時もっとも権威ある文学賞。社会主義時代の1987年９月。外国人初受賞）
・モンゴル民族自由作家協会賞（民主化後の2000年１２月。外国人初受賞）
・Ｄ．ナツァクドルジ賞（権威ある文学賞。モンゴル国政府より、2004年３月。外国人初受賞）
・平和友好シルバー賞（モンゴル国平和委員会より、2006年４月。日本人２人目）
・健康保険省最高賞（モンゴル国健康保険省より、2010年１１月。外国人初受賞）
・友好賞（モンゴル国フレルスフ大統領より、2022年１１月）

## 著書
代表的な著書は以下のものがある。

### 主なモンゴル関連
- 『草原と炎　～　モンゴル詩人選集』（翻訳）（1974年、飯塚書店）
- Ｂ．シレンデブ『資本主義を飛び越えて』（翻訳）（1977年、シルクロード社）
- Ｄ．ツエベグミッド詩集『墓場にて』（翻訳）（1981年、恒文社）
- 『帽子をかぶったオオカミ　～モンゴル小説集』（共同翻訳）（1984年、恒文社）
- Ｊ．バトムンフ『ジャンビン・バトムンフ演説集』（翻訳）（1987年、恒文社）
- 『ハイリブの石～モンゴル民話集』（翻訳）（1988年、富士書院）
- 『モンゴルの民話』（翻訳）（1994年、恒文社）
- ティム・セヴェリン著『チンギス・ハーンの軌跡～モンゴル騎馬文化の光と影』（翻訳）（1994年、三五館）*『モンゴル・旅の会話集』（1995年、三五館）
- 『モンゴルの旅』（1995年、三五館）
- 『激動の文学　～アジア・ラテンアメリカの文学』（共著）（1995年、信濃毎日新聞社）
- 『モンゴル～甦る遊牧の民』（1996年、社会評論社）
- 『モンゴル　～　風のような物語』（1997年、中西出版）
- 『アジア読本　モンゴル』（共著）（1997年、河出書房新社）
- 『朝青龍はなぜ負けないのか』（2005年、新潮社）
- 『大相撲 大変』（2006年、祥伝社）

### 主な温泉関連
- 『北海道とっておきの旅（Ⅰ)』（1994年、実業の日本社）
- 『北海道とっておきの旅（Ⅱ)』（1997年、実業の日本社）
- 『関東周辺とっておきの秘湯』（1998年、弘済出版社）
- 『北海道きわめつきの温泉』(1999年、中西出版）
- 『列島横断2500湯』（2000年、日本経済新聞社）
- 『温泉教授の温泉ゼミナール』（2001年、光文社新書）
- 『温泉教授の日本全国温泉ガイド』（2002年、光文社新書）
- 『全国お湯で選んだ"源泉"の宿』(2002年、弘済出版社）
- 『観光学がわかる』（共著）（2002年、朝日新聞社）
- 『温泉力』(2002年、集英社インターナショナル）
- 『日本の千年湯（監修）』(2002年、新潮社）
- 『温泉教授・松田忠徳の日本百名湯』（2003年、光文社新書）
- 『温泉教授の日本百名湯』（2003年、光文社新書）
- 『おとなの温泉旅行術』（2003年、PHP新書）
- 『決定版北海道ホンモノの温泉』（2003年、寿郎社）
- 『これは、温泉ではない』（2004年、光文社新書）
- 『ホンモノの温泉は、ここにある』(2004年、光文社新書）
- 『検証　黒川と由布院　九州が、日本の温泉を変えた！！』(2004年、熊本日日新聞社）
- 『温泉教授が教える間違いだらけの温泉選び』(2004年、中経出版）
- 『女性のためのホンモノの温泉案内』（2004年、寿郎社）
- 『これが本物！　ニッポンの湯宿』（監修）（2004年、ぜんにち）
- 『黒川温泉　観光経営講座(共著）』（2005年、光文社新書）
- 『黒川温泉　観光経営講座』（共著）(2005年、光文社新書）
- 『温泉の未来』（共著）(2005年、くまざさ出版社）
- 『温泉教授の湯治力』（2005年、祥伝社新書）
- 『温泉教授・松田忠徳の新日本百名湯』(2006年、日本経済新聞社）
- 『温泉旅館格付けガイド』(2006年、新潮社）
- 『一度は泊まってみたい癒やしの温泉宿』(2007年、PHP新書）
- 『江戸の温泉学』(2007年、新潮選書）
- 『温泉教授・松田忠徳の古湯を歩く』(2008年、日本経済新聞出版社）
- 『知って、楽しむ　松田教授の温泉道』（2008年、中西出版）
- 『平成　温泉旅館番付』(2009年、開発社）＝台湾で翻訳出版
- 『北海道観光の自立を探る』（共著）（2009年、中西出版）
- 『知るほどハマル！　温泉の科学』(2009年、技術評論社）
- 『温泉に入ると病気にならない』(2010年、PHP新書）
- 『温泉維新』(2010年、日本経済新聞出版社）
- 『美人力を上げる温泉術』（2010年、講談社α文庫）
- 『北海道の観光を変える！』（共著）（2011年、中西出版）
- 『温泉手帳』(2012年、東京書籍）＝中国、香港、台湾、マレーシアで翻訳出版
- 『温泉教授の健康ゼミナール』(2013年、双葉新書）
- 『温泉はなぜ体にいいのか』（2016年、平凡社）
- 『温泉手帳　増補改訂版』（2017年、東京書籍）＝台湾で翻訳出版
- 『俵山温泉読本』（2018年、書肆長門）
- 『全国温泉大全』（2022年、東京書籍）
- 『枕草子の日本三名泉　榊原温泉』（2024年、中西出版）
- DVDビデオ「温泉教授・松田忠徳の日本百名湯」全10巻（日本経済新聞出版社）

### 主な自然関連
- 『クマゲラのいる島 - 赤いベレーをかぶったキツツキ』（1980年、大日本図書）
- 『火の山と生きものたち - 有珠山噴火を見つめて』（1981年、大日本図書）
- 『エゾシカの島』（1982年、岩崎書店）
- 『北限のアオサギを守る - ウトナイ湖サンクチュアリに舞う』（1982年、大日本図書）
- 『エゾシカの悲劇 - 永遠の楽園をもとめて』（1986年、大日本図書）
- 『北の野を歩く- 動物たちの四季』（1990年、北海道新聞社）
- 『とんではねて子ジカのバンビ』（1996年、大日本図書）

### 主な訳書
- 『クネーネ詩集』（1973年、飯塚書店）
- 『世界黒人詩集』（1975年、飯塚書店）
- Ｓ．Ｆ．ラライン『ネルーダ・愛の手紙』（1977年、東邦出版）
- ノルトマン・ザイラー『新しいアフリカの文学』（1978年、白水社）
- マルガリータ・アギレ『パブロ・ネルーダの生涯』（1982年、新日本出版社）
- Ｊ．Ｌ．ビラ・サン・フワン『ガルシーア・ロルカの死』（1985年、彩流社）
- パブロ・ネルーダ『ネルーダ詩集　愛のすべて』（1989年、富士書院）
- パブロ・ネルーダ『２０の愛の詩と１つの絶望の歌』（1989年、富士書院）
- グギ・ワ・ジオンゴ『夜が明けるまで』（1989年、門土社）
- ウォレ・ショインカ『神話・文学・アフリカ世界』（1992年、彩流社）

## テレビ出演
- NHK教育テレビジョン　知るを楽しむ・なんでも好奇心「本物の温泉」（2006年2月　山本哲也アナと）
- 旅チャンネル　温泉教授・松田忠徳の本物の温泉力　（2007年6月～7月集中放送　全13回）
- カルチャーSHOwQ～21世紀テレビ検定～（テレビ神奈川、第45回「温泉」にゲスト出演

## ゲーム監修
- 全国どこでも温泉手帳 （ニンテンドーDS用ゲーム）